# 田代賢
田代 賢（たしろ まさる、1955年8月22日 - ）は、NHK放送研修センター・日本語センターチーフアナウンサー。

## 来歴
神奈川県立川崎高等学校、早稲田大学教育学部 卒業。
1979年NHK入局。秋田放送局、静岡放送局、甲府放送局、名古屋放送局、東京アナウンス室、札幌放送局、帯広放送局で勤務。
その後、名古屋放送局でアナウンス統括となり、NHK放送研修センター・日本語センターのチーフアナウンサー。

## 現在の業務
- 10min.ボックス（Eテレ・ナレーション）
- リアルタイム字幕放送の字幕キャスターや、視覚障害者のための副音声解説放送を担当。

## 過去の出演番組
- FMリクエストアワー（秋田、甲府）
- ほっかいどう7:30 『鉄路の旅 樹海に消える汽笛』（1983年10月放送）
- おはよう日本（週末版スポーツキャスター）
- 大相撲中継他スポーツ中継